# Beauty and the Beast (televisieserie)
Beauty and the Beast is een Amerikaanse romantische dramaserie. Het uitgangspunt van de serie is gebaseerd op het Franse sprookje Belle en het Beest en de bewerkte versie van bedenker Ron Koslow. In Nederland werd de serie uitgezonden bij Veronica.

## Verhaal
Catherine Chandler is een welgestelde officier van justitie uit New York. Op een dag wordt ze overvallen en meegenomen, waarna ze achtergelaten wordt in een park. Vincent, een zonderling die leeft in de vergeten tunnels onder de stad, neemt haar mee naar zijn verblijfplaats waar ze kan herstellen. Catherine neemt daarna haar leven weer op, maar blijft contact houden met Vincent, die haar empathisch aanvoelt en haar af en toe komt redden uit benarde situaties. Zo groeit er een hechte band tussen de twee.

## Rolverdeling
| Acteur          | Personage          |
| --------------- | ------------------ |
| Linda Hamilton  | Catherine Chandler |
| Ron Perlman     | Vincent            |
| Jay Acovone     | Joe Maxwell        |
| Roy Dotrice     | Father             |
| Armin Shimerman | Pascal             |